# Cormobates
Cormobates és un gènere d'ocells de la família dels climactèrids (Climacteridae).

## Taxonomia
Segons la Classificació del Congrés Ornitològic Internacional (versió 14.2, 2024) aquest gènere està format per dues espècies:
- Cormobates leucophaea - pela-soques gorjablanc.
- Cormobates placens - pela-soques de Nova Guinea.